# 황제성
황제성(黃帝聖, 1982년 9월 25일~)은 대한민국의 개그맨 겸 방송인이다.

## 경력
- 2002년 연극배우 첫 데뷔한 그는 4년 후 2006년 KBS 한국방송 TV 개그 코미디 프로그램에 첫 데뷔 하였는데 시험을 하여 탈락 하였고 그는 1년 후 2007년[1] MBC 문화방송 TV 개그 코미디 프로그램에서 정식 첫 데뷔 이전 하여 옮기고 바뀌고 데뷔하였다.

## 학력
- 순천매산고등학교 (졸업)
- 성균관대학교 연기예술학과 (졸업)

## 연기 활동

### 방송
- 《하땅사》(MBC)
  - 〈CSI 과학수사대〉법의학 박사의 조수 역[2]
  - 〈지못미〉사별한 남자친구 영혼 역
- 《개그야》(MBC)
  - 〈그렇지요~~〉 장난꾸러기 유치원생 역
  - 〈가슴팍도사〉해리포터 동자 역
  - 〈LS클럽〉
  - 〈오렌지 보이〉
- 《세바퀴》(MBC)
- 《웃고 또 웃고》(MBC)
- 《할 수 있는 자가 구하라》(MBC Every1)
- 《코미디에 빠지다》(MBC)
- 《푸른거탑 리턴즈》(tvN) 황제성 소위 역
- 《켠김에 왕까지》(온게임넷)
- 《우리 결혼했어요》(MBC)
- 《러브게임》(SBS 파워FM)
- 《스타 골든벨 1학년 1반》(KBS)
- 《황금거탑》(tvN)
- 《코미디빅리그》(tvN)
  - <오춘기>
  - <깝스> 존슨 역
  - <CSI>
  - <충청도의 힘>
  - <핼머니> 할머니 역
  - <좋은 친구들>
  - <리얼극장 선택>
  - <해피엔드>
  - <마성의 나래 BAR>
  - <부모님이 누구니>
  - <연기는 연기다> 신인배우 역
  - <선수는 선수다>
  - <산적은 산적이다>
  - <뽀스베이비>
  - <황철두>
  - <리얼극장 초이스>
  - <랜선극장 초이스>
  - <이지와 뽈롤로>
  - <용진호의 개그보충대>
  - <사이코러스>[3]
  - <코빅엔터>
  - <코빅뉴스>
- 《사랑 주파수 37.2》 (MBC Every1)
- 드라마 《닥터 프로스트》 (OCN) - 김찬주 역 (특별출연)
- 《미생물》 (tvN) - 장백기(강하늘) 역
- 《여왕의 꽃》 (MBC) - '엄마의 밥상' MC 역
- 《초인시대》 (tvN) - 마동탁 역
- 《재밌는 세상구경 오중주》 (TV조선)
- 《진짜 사나이》 (MBC)
- 《은밀하게 위대하게》 (MBC)
- 《세상에 나쁜 개는 없다》 (EBS1) - 내레이션
- 《보그맘》 (MBC) - 도도혜의 짝사랑남들 역
- 《골목대장》 (tvN)
- 《배드파파》 (MBC)
- 《레벨업》 (MBN) - 조셉 리 역
- 《놀라운 토요일 - 호구들의 감빵생활》 (tvN)(2019년)
- 《짠내투어》 (tvN, 2019년)
- 《슈퍼히어러》 (tvN, 2019년)
- 《플레이어》 (tvN, 2019년)
- 《뭐든지 프렌즈》 (tvN, 2019년)
- 《찰떡콤비》 (JTBC, 2019년) 9회, 10회
- 《아는형님》 (JTBC, 2019년) 193회
- 《송은이 김숙의 영화보장》 (sky Drama, 2019년)
- 《왜 태어났니?》 (YouTube, tvN D, 2019년)
- 《위플레이 시즌2》 (NQQ), 2020년) 3회, 4회, 8회, 12회
- 《꼬리에 꼬리를 무는 그날 이야기 시즌2》 (SBS 2022년)
- 《줄 서는 식당》 (tvN, 2022년) 13회
- 《놀면 뭐하니?》 (MBC, 2022년)
- 《슈퍼맨이 돌아왔다》 (KBS2 2022년)
- 《안싸우면 다행이야》 (MBC, 2022,2023년)
- 《동상이몽2 - 너는 내 운명 시즌2》 (SBS 2022년)
- 《놀라운 토요일》 (tvN, 2023년)
- 《벌거벗은 세계사》 (tvN, 2023년)
- 《아는형님》 (JTBC,2023년)
- 《라디오스타》 (MBC, 2023년) 817회

### 영화
- 《할 수 있는 자가 구하라》(2010년) - 윤재민 역

### 진행
- MBC 《파워 매거진》(2010년) MC
- MBC 《뽀뽀뽀 아이 조아》(2010년) MC
- MBC 《꿀단지》(2010년)
- MBC 《섹션TV 연예통신》(2010년 ~ 2016년)
- 부산MBC 해양레포츠쇼 바다야 놀자 시즌4 MC
- EBS1 《빡치미》
- MBC 《클라씨의 세계》(2022년)
- SBS F!L·lifetime,《빵카로드》시즌2 (2023년)

## 유행어
- 《개그야》
  - 〈그렇지요~~〉코너에서
    - "그렇지요~"
    - "아쉬운 사람이 오시지요"
    - "왔던 길로 돌아가"
    - "지옥에나 가버려"
    - "개나 줘버려"
    - "내 입을 막고 싶으면 내 주머니에 초코바를 쑤셔 넣어"
- 《코미디빅리그》
  -     - 와
    - 할머니가 한국분이십니다.
    - 에미야, 임신한 게 벼슬이냐? 우리 때는 입덧하면서 차례상 차렸다.
    - 왜 그랬냐? 왜 그랬냐? 찰칵찰칵 뱅뱅!
    - 나는 국제 경찰 존슨 황 형사입니다.
    - 하~준~숴이!
    - 윤~메이~숴이!
    - 유~상~뭐이!
    - 아이고 누가 내 책 찢어먹었냐? 선물 받은건데!
    - 너 내가 벼르고 있다.
    - 문 부서지겄다 이 년아!
    - 맞!냐! 됐!냐! 맞!제! (발음할 때 끊어줘야 함)
    - 더럽게 틱틱거리네~!
    - 그럼 오빠랑 시원한 공포영화보게 DVD방 갈래?
    - 오빠 영화 볼 때 답답해서 바지 못 입고 있는데?

  - 〈마성의 나래 BAR〉코너 중에서
    - 감금이 됩니다

  - <연기는 연기다>, <선수는 선수다>, <산적은 산적이다>코너 중에서
    - ~시까! ~시다! ~시봉! ~슴메! ~다요! ~둥! 왘!

  - <코빅엔터>
    - ~안하면 죽어야지, 진행시켜

  - <사이코러스>
    - 별론데
- 황제성의 Readyo 퐝퐝
  - 잘되면 내탓 못되면 제작진 탓!

## 연기 외 활동

### 방송
- 2008년 《섹션TV 연예통신》(MBC) 리포터[4]
- 2015년 《우리 결혼했어요 시즌4》(MBC) 패널
- 2016년 《미스터리 음악쇼 복면가왕》(MBC) - 질주본능 사이클맨
- 2016년 ~ 《세상에 나쁜 개는 없다》(EBS1) - 내레이션
- 2019년 《비행기 타고가요 시즌1》(채널A)
- 2019년 《비행기 타고가요 시즌2》(채널A)
- 2020년 《신비한 동물 퀴즈》(MBN)
- 2020년 《최후 인류 생존 지침서 - 서바이블》(디스커버리 채널 코리아)
- 2020년 ~ 《더 먹고 가》(MBN)
- 2020,2021년 《구해줘! 홈즈》(MBC) 인턴코디[5]
- 2024년 《1박2일 시즌4》(KBS2)

### 라디오
- 2018년  SBS 파워FM 《두시탈출 컬투쇼》
- 아바타 [팟캐스트]
- 2020년 ~ 2021년 SBS 러브FM 《황제성의 Ready Yo 팡팡》
- 2022년 ~ SBS 파워FM《황제성의 황제파워》

### CF 활동
- 2010년 예스베이비
- 2015년 KT olleh tv
- 2018년 동아오츠카 오로나민C
- 2018년 넷마블 세븐나이츠
- 2019년 웹젠 마스터탱커
- 2019년 예스콜대리운전
- 2019년 네오위즈 브라운더스트
- 2020년 유주게임즈코리아 그랑삼국
- 2020년 천안 푸르지오 분양
- 2023년 유한양행 콘택골드

### 홍보대사
- 2012년 굿파트너즈 홍보대사

## 수상
- 2008년: 제16회 대한민국문화연예대상 신인개그맨상
- 2008년: MBC 방송연예대상 코미디·시트콤부문 남자 신인상
- 2015년: MBC 방송연예대상 뮤직·토크쇼부문 남자 우수상
- 2023년: 브랜드 고객충성도 대상 개그맨 부문
- 2023년: 제14회 대한민국 대중문화예술상 문화체육관광부 장관 표창
- 2024년: 제36회 한국PD대상 라디오부문 진행자상
- 2025년: 대한민국 퍼스트브랜드 대상 개그맨 부문